# Esqual VM-1
ESQUAL VM-1 — лёгкий  самолёт .
Производится фирмой Esqual-Aerocomp AB. Предназначен для  перевозки пассажиров, почты, груза, багажа. Рассчитан на полёт одного пилота и 1 пассажира . Выпускается в виде комплектов для сборки и готовых самолётов.

## ТТХ
- Двигатели, количество, мощность: R 912, 1 х 100 л. с.
- Размах крыла: 9.25 м
- Длина: 6. м
- Высота: 2,4 м
- Вместимость: пил+пас - 185 кг.
- Скорость макс. допустимая: 270 км/час
- Расход топлива: 14 л/час.
- Дальность полёта с учётом: 30 мин. резерва на запасной км. 1000